# 2020년 미국 대통령 선거 민주당 후보 경선
제48차 미국 민주당 전당대회 대의원 선출 경선 및 2020년 미국 대통령 선거 민주당 후보 경선은 2020년 미국 대통령 선거 정·부통령 후보를 선출하기 위해 열릴 민주당 대통령 후보 경선이다.
2020년 경선은 지난 경선 당시 논란이 되었던 당연직 대의원 (superdelegate) 제도를 개편하여 당연직 대의원들은 특수한 경우가 아니고는 대통령 후보 선출 때 투표할 수 없게 하였다.
민주당 후보 경선은 원래 6월 6일까지 진행될 예정이었으나 미국의 코로나19 범유행의 여파로 인하여 여러 주에서 일정이 연기되었다.

## 경과

### 당내 진영 갈등
2016년 대선 당시, 민주당의 대선 후보 지명전은 중도 성향 당권파의 지지를 받은 힐러리 클린턴과 진보 성향 비당권파의 지지를 받은 버니 샌더스의 양자 구도로 치러졌다. 그 결과 샌더스는 클린턴에게 석패했고, 진보파는 당권파가 진보층을 외면한 결과라며 불만을 표했다. 여기에 당 지도부 인사들이 중립을 지키지 않고 클린턴을 지지하고, 심지어 경선 과정에서 여러 가지 도움을 준 사실이 위키리크스에 의해 폭로되며 당내 분위기는 악화됐다. 그 해 대선에서 클린턴은 도널드 트럼프 공화당 후보에게 패배했고, 이는 민주당이 젊은 층과 노동자들 등의 표심을 잃은 결과로 분석되었다.
당권파와 진보파 간의 갈등은 2017년 민주당 지도부 경선에서도 이어졌는데, 당권파의 지원을 받은 톰 페레즈 전 노동부 장관이 진보파의 키스 엘리슨 하원의원을 누르고 전국위원회 대표로 선출되며 진보파는 또 한 번 좌절을 겪었다.

### 진보 돌풍
강경 보수 노선의 트럼프가 대통령이 되자, 민주당 내에서는 반사 작용으로 강경 대여 투쟁 노선이 대세를 탔다. 버니 샌더스, 키어스틴 질리브랜드, 엘리자베스 워런, 코리 부커, 카멀라 해리스 등 민주당의 대선 주자급 정치인들은 하나 같이 트럼프가 임명하는 거의 모든 인사에 반대하고, 트럼프가 내놓는 정책마다 비판하는 방식으로 인기 및 지지를 얻었다. 이는 미투 운동, 2016년 경선 당시 샌더스 열풍 등의 영향으로 진보적인 정책들이 꾸준히 인기를 얻고 있던 탓도 있었다. 일각에선 민주당이 너무 좌로 치우치는 게 아니냐는 우려도 제기되었다.
2018년 중간 선거에서 진보 돌풍은 확연히 나타나, 샌더스와 같이 민주사회주의를 표방하는 알렉산드리아 오카시오코르테스 후보가 하원의원 당선에 성공한 것을 비롯, 사상 최다의 여성, 유색인종, 성소수자 당선자들이 탄생하게 되었다. 또한 스테이시 에이브럼스 조지아 주지사 후보, 베토 오로크 텍사스 연방 상원의원 후보 등 공화당 텃밭 지역에서 출마한 후보들이 당선에는 실패했지만 기대 이상의 선전을 보여  공화당에 충격을 주었다.
2019년 1월 갤럽 여론조사 결과, 민주당 지지층 중 사상 최다인 51%가 스스로 진보라고 생각한다고 밝혀, 처음 갤럽에서 해당 질문의 여론조사를 실시한 이후 최고치를 기록하기도 했다. 또한 2016년 버니 샌더스가 공약할 때만 해도 급진적이라는 말을 듣던 전국민 의료보험 제도 도입, 대학 등록금 무료화, 부자 증세 등의 정책들이 민주당 지지층 사이에서 7~80%를 웃도는 압도적인 지지를 받는 것으로 드러나, 민주당 지지자들이 진보 성향이 강해진 것으로 분석되었다.
그러나 민주당 당권파의 중진인 낸시 펠로시 하원의장은 당이 대세를 따라 더 진보적으로 바뀌어야 하는 게 아니냐는 질의에 "(나나 오카시오코르테스 의원의) 지역구는 물 컵을 공천해도 민주당이기만 하면 당선되는 곳들"이라고 지적하고 "우리가 이번 총선에서 승리한 것은 중도, 주류 후보 43명의 선전 덕분이었다"고 말해 온건 노선을 고수할 뜻을 분명히 했다.

### 경선 구도
2019년 초부터 엘리자베스 워런, 키어스틴 질리브랜드, 카멀라 해리스 등 스타 정치인들의 출마 선언이 이어졌으나, 각종 여론조사에서는 출마 선언조차 하지 않은 조 바이든 전 부통령과 버니 샌더스 상원의원이 양강 구도를 형성하는 것으로 나타났다. 바이든은 오바마 정부 8년 동안 부통령을 지낸 경력으로 인해 과거 "흑인 학생 백인 학교 입학 정책 결사 반대 (초선 의원이던 1974년 당시)" 발언 등의 논란에도 불구하고 흑인 유권자들에게 압도적인 지지를 받았으며, 원로 중도 정치인으로서 백인 및 중도 계열에서도 상당한 지지를 받는 것으로 나타났다.
2019년 3월 CNN 여론조사에서는 카멀라 해리스 상원의원과 베토 오로크 전 하원의원이 두 자릿수 지지율을 달성하였다. 당초 군소 후보로 분류되던 피트 부티지지 사우스벤드 시장도 3월 11일 CNN에서 주최한 유권자 간담회 방송에 출연해 진솔한 이미지로 화제를 끌었고, 그 뒤 젊은 층을 중심으로 꾸준히 지지세를 불려나가 시간이 갈 수록 주요 후보로 분류되기에 이르렀다. 엘리자베스 워런 상원의원은 부자세 도입, 학자금 대출 감면 등을 공약하고 공약을 뒷받침할 자세한 계획을 내놓으며 지지율을 회복했으며, 카멀라 해리스 상원의원은 마이애미에서 열린 1차 토론회에서 바이든 전 부통령의 흑인 학생 백인 학교 입학 지원 제도 반대 이력을 저격하며 잠시 인기가 급부상했다.
2019년 중후반에는 바이든 전 부통령과 워런 상원의원, 샌더스 상원의원 등 세 70대 후보가 3강 구도를 형성하였다. 그러나 부티지지 시장도 첫 경선지인 아이오와 지역 당원 여론조사에서 1위를 달리는 등 만만치 않게 그 뒤를 따랐다. 한때 상위권 후보로 분류되었던 해리스나 오로크는 지지율 하락을 반전시키지 못하고 경선 시작도 전에 사퇴하고 마는가 하면, 2019년 11월에 출마를 선언한 마이클 블룸버그 전 뉴욕 시장처럼 뒤늦게 경선에 뛰어드는 경우도 있었다.

## 후보

### 최종 후보
| 성명      | 생년 | 경력                                                    | 비고                            |
| --------- | ---- | ------------------------------------------------------- | ------------------------------- |
| 조 바이든 | 1942 | 부통령 (2009-2017) 델라웨어의 연방 상원의원 (1973-2009) | 2020년 6월 5일 과반 대의원 달성 |

### 경선 시작 이후 사퇴 후보
| 성명            | 생년 | 경력                                                                                                 | 비고                              |
| --------------- | ---- | --- | --------------------------------- |
| 버니 샌더스     | 1941 | 버몬트의 연방 상원의원 (2007–현재) 버몬트의 연방 하원의원 (1991–2007) 버몬트 벌링턴 시장 (1981–1989) | 2020년 4월 8일 사퇴; 바이든 지지  |
| 털시 개버드     | 1981 | 하와이의 연방 하원의원 (2013-현재)                                                                   | 2020년 3월 19일 사퇴; 바이든 지지 |
| 엘리자베스 워런 | 1949 | 매사추세츠의 연방 상원의원 (2013-현재)                                                               | 2020년 3월 5일 사퇴               |
| 마이클 블룸버그 | 1942 | 뉴욕 시장 (2002-2013)                                                                                | 2020년 3월 4일 사퇴; 바이든 지지  |
| 에이미 클로버샤 | 1960 | 미네소타의 연방 상원의원 (2007-현재)                                                                 | 2020년 3월 2일 사퇴; 바이든 지지  |
| 피트 부티지지   | 1982 | 인디애나 사우스벤드 시장 (2012-현재)                                                                 | 2020년 3월 1일 사퇴; 바이든 지지  |
| 톰 스타이어     | 1957 | 팔라론 캐피탈 경영자 (1986-2012)                                                                     | 2020년 2월 29일 사퇴              |
| 더벌 패트릭     | 1956 | 매사추세츠 주지사 (2007-2015)                                                                        | 2020년 2월 12일 사퇴              |
| 마이클 베넷     | 1964 | 콜로라도의 연방 상원의원 (2009-현재)                                                                 | 2020년 2월 11일 사퇴              |
| 앤드루 양       | 1975 | 벤처 포 아메리카 CEO (2011-2017) 맨허튼 프렙 CEO (2006-2011)                                         | 2020년 2월 11일 사퇴; 바이든 지지 |

### 경선 시작 이전 사퇴 후보
| 성명                | 생년 | 경력 | 비고                                        |
| ------------------- | ---- | --- | ------------------------------------------- |
| 존 딜레이니         | 1963 | 메릴랜드의 연방 하원의원 (2013-2019)                                                                             | 2020년 1월 31일 사퇴                        |
| 코리 부커           | 1969 | 뉴저지의 연방 상원의원 (2013-현재) 뉴저지 뉴어크 시장 (2006-2013)                                                | 2020년 1월 13일 사퇴                        |
| 매리앤 윌리엄슨     | 1952 | 평화연대 이사장 (2004-현재) 프로젝트 천사의 밥 이사 (1989-현재) 로스앤젤레스·맨해튼 삶의 센터 이사장 (1987-1992) | 2020년 1월 10일 사퇴; 양 지지 → 샌더스 지지 |
| 훌리안 카스트로     | 1974 | 연방 주택도시개발부 장관 (2014-2017) 텍사스 샌안토니오 시장 (2009-2014)                                          | 2020년 1월 2일 사퇴; 워런 지지              |
| 카멀라 해리스       | 1964 | 캘리포니아의 연방 상원의원 (2017-현재)                                                                           | 2019년 12월 3일 사퇴; 바이든 지지           |
| 스티브 불럭         | 1966 | 몬태나 주지사 (2013-현재)                                                                                        | 2019년 12월 2일 사퇴                        |
| 조 세스턱           | 1951 | 펜실베이니아의 연방 하원의원 (2007-2011)                                                                         | 2019년 12월 1일 사퇴; 클로버샤 지지         |
| 웨인 메썸           | 1974 | 플로리다 미라마 시장 (2015-현재)                                                                                 | 2019년 11월 19일 사퇴                       |
| 베토 오로크         | 1972 | 텍사스의 연방 하원의원 (2013-2019)                                                                               | 2019년 11월 1일 사퇴; 바이든 지지           |
| 팀 라이언           | 1973 | 오하이오의 연방 하원의원 (2003-현재)                                                                             | 2019년 10월 25일 사퇴; 바이든 지지          |
| 빌 디블라지오       | 1961 | 뉴욕 시장 (2014-현재)                                                                                            | 2019년 9월 20일 사퇴; 샌더스 지지           |
| 키어스틴 질리브랜드 | 1966 | 뉴욕의 연방 상원의원 (2009-현재) 뉴욕의 연방 하원의원 (2007-2009)                                                | 2019년 8월 28일 사퇴                        |
| 세스 몰튼           | 1978 | 매사추세츠의 연방 하원의원 (2015-현재)                                                                           | 2019년 8월 23일 사퇴; 바이든 지지           |
| 제이 인즐리         | 1951 | 워싱턴 주지사 (2013-현재) 워싱턴의 연방 하원의원 (1989-1995; 1999-2012)                                          | 2019년 8월 21일 사퇴                        |
| 존 히컨루퍼         | 1952 | 콜로라도 주지사 (2011-2019) 콜로라도 덴버 시장 (2003-2011)                                                       | 2019년 8월 15일 사퇴                        |
| 마이크 그래블       | 1930 | 알래스카의 연방 상원의원 (1969-1981)                                                                             | 2019년 8월 6일 사퇴; 샌더스 지지            |
| 에릭 스월웰         | 1980 | 캘리포니아의 연방 하원의원 (2013-현재)                                                                           | 2019년 7월 8일 사퇴                         |
| 리처드 오제다       | 1970 | 웨스트버지니아의 주의회 상원의원 (2016-2019)                                                                     | 2019년 1월 25일 사퇴                        |

## 토론회
민주당은 사상 최대의 후보군이 경선에 참여하는 것을 고려, 기존 경선 후보 토론보다 규정을 엄격하게 하기로 하였다. 2019년 2월 14일 민주당은 최대 20명까지만 경선 토론회에 참여할 수 있으며, 최소 3개의 전국 단위 여론조사 혹은 초기 경선 지역 4곳 여론조사에서 1% 이상의 지지율을 받거나 최소 20개 주에서 6만 5천 명의 후원자 및 50개 주에서 200명의 후원자를 확보한 후보만 초청될 것이라고 발표했다. 그 결과 6월 1차 토론회에 참여할 총 20명의 후보자가 확정되었으며, 하루에 10명 씩 이틀에 걸쳐 1차 토론회가 개최되었다. 7월 2차 토론회는 1차 토론회와 같은 기준으로 참여 후보를 결정하였다. 따라서 2차 토론회에 참여하는 후보들의 면면은 1차 토론회와 큰 차이가 없었으나, 1차 토론회 때 참여했던 에릭 스월웰 후보가 하원의원 재선 도전으로 선회하며 대선 후보를 사퇴하여 스티브 불럭 후보가 새로이 토론에 참여하였다. 9월 3차 토론회에서는 여론조사 지지율 2% 이상을 기록하고, 130,000명의 개인 후원자들을 확보하는 등 두 가지의 조건을 모두 충족하는 후보들만이 토론회에 참여할 수 있도록 기준이 상향 조정되었다. 10월 4차 토론회 참여 자격은 3차 토론회와 동일한 기준이 적용되었으나, 적용 여론조사 기간을 늘린 결과 3차 토론회 때보다 2명이 많은 12명의 후보들이 참여하게 되었다.
| 차수 | 날짜             | 출연 후보 |
| ---- | ---------------- | --- |
| 1A   | 2019년 6월 26일  | 코리 부커·빌 더블라지오·훌리안 카스트로·존 딜레이니·털시 개버드·제이 인즐리·에이미 클로버샤·베토 오로크·팀 라이언·엘리자베스 워런                         |
| 1B   | 2019년 6월 27일  | 마이클 베넷·조 바이든·피트 부티지지·키어스틴 질리브랜드·카멀라 해리스·존 히컨루퍼·버니 샌더스·에릭 스월웰·매리엔 윌리엄슨·앤드루 양                       |
| 2A   | 2019년 7월 30일  | 매리엔 윌리엄슨·팀 라이언·에이미 클로버샤·피트 부티지지·버니 샌더스·엘리자베스 워런·베토 오로크·존 히컨루퍼·존 딜레이니·스티브 불럭                       |
| 2B   | 2019년 7월 31일  | 마이클 베넷·키어스틴 질리브랜드·훌리안 카스트로·코리 부커·조 바이든·카멀라 해리스·앤드루 양·털시 개버드·제이 인즐리·빌 더블라지오                         |
| 3    | 2019년 9월 12일  | 조 바이든·버니 샌더스·엘리자베스 워런·카멀라 해리스·피트 부티지지·베토 오로크·코리 부커·에이미 클로버샤·앤드루 양·훌리안 카스트로                         |
| 4    | 2019년 10월 15일 | 조 바이든·엘리자베스 워런·버니 샌더스·피트 부티지지·카멀라 해리스·앤드루 양·코리 부커·베토 오로크·톰 스타이어·에이미 클로부샤·털시 개버드·훌리안 카스트로 |
| 5    | 2019년 11월 20일 | 조 바이든·엘리자베스 워런·버니 샌더스·피트 부티지지·카멀라 해리스·앤드루 양·코리 부커·에이미 클로부샤·털시 개버드·톰 스타이어                             |
| 6    | 2019년 12월 19일 | 조 바이든·버니 샌더스·엘리자베스 워런·피트 부티지지·에이미 클로버샤·톰 스타이어·앤드루 양                                                                 |
| 7    | 2020년 1월 14일  | 조 바이든·버니 샌더스·엘리자베스 워런·피트 부티지지·에이미 클로버샤·톰 스타이어                                                                           |

이틀에 걸쳐 열린 1차 토론회 결과 히스패닉 이민자 가정 출신의 훌리안 카스트로 후보는 이민자 문제 해결을 위한 현실적이고 건설적인 공약을 제시해 매니페스토 후보의 이미지를 얻었으며, 참전 군인 출신의 털시 개버드 후보는 안보 정책에 일가견을 보여 일전의 성소수자 혐오 발언 논란으로 나빠진 이미지를 회복한 것으로 분석되었다. 그러나 토론회의 하이라이트는 둘째날 토론장에서 조 바이든 후보와 카멀라 해리스 후보 간에 벌어진 설전이었는데, 해리스 후보는 "나는 백인과 흑인이 같은 학교를 다니게 된 2년차에 입학했다"며 본인이 학교에 들어갈 당시 국회의원으로써 흑인 학생들을 백인 학교에 입학시켜주는 정책에 반대한 바이든 후보를 비판하였다. 바이든 후보는 자신은 흑인들이 백인 학교에 입학하는 것에 반대한 것이 아니며, 단지 중앙 정부가 아닌 지방 정부에서 처리할 일이라 생각하여 중앙 정부 차원에서 개입하는 것에 반대한 것 뿐이라고 반론하였다. 이 과정에서 바이든 후보가 언성을 높여 분위기가 일순 험악해지기도 하였다. 한동안 여론조사에서 선두권으로 확실하게 치고 나가지 못하던 해리스 후보는 이 토론을 계기로 명실상부한 메이저 후보로 자리잡게 된 반면, 바이든 후보의 지지율은 주춤하는 모습을 보였다. 이같이 초기 토론회에서는 바이든 후보에게 모든 공격이 집중되었으나, 4차 토론회에서는 그 사이 지지율이 무섭게 불어난 워런 후보가 집중 공격을 받기도 하였다.

## 논란

### 조 바이든의 부적절 스킨십 논란
2019년 3월 말, 바이든은 스테이시 에이브럼스 전 조지아 주의회 하원의원을 러닝메이트로 고려, 접촉하는 등 활발한 출마 준비를 하고 있었다. 그러던 3월 29일, 루시 플로레스 전 네바다 주의회 하원의원이 바이든이 자신을 부적절하게 만진 적이 있다고 주장해 파문이 불거졌다. 플로렌스는 2014년 바이든이 당시 네바다 주 부지사 후보였던 자신의 선거 유세를 지원하러 왔었으며, 단상 위에 오르기 전에 자신의 두 어깨를 잡더니 머리카락 냄새를 맡고 뒤통수에 입을 맞췄다고 주장하였다. 이어서 4월 1일에는 또 한 명의 여성이 비슷한 내용을 폭로했다. 두번째 여성은 짐 하임스 코네티컷 주 연방 하원의원 의원실에서 보좌관을 지낸 에이미 라포스라는 여성으로, 라포스는 바이든이 2009년 하임스 의원의 후원 행사에 참석했을 때 자신에게 다가오더니 두 손으로 자신의 목을 붙잡고 코를 부벼댔다고 주장했다. 바이든에 대해 비슷한 주장을 하고 나온 여성들은 앞선 두 사람을 포함해 7명이었다.
바이든은 자신은 결단코 성적인 의도를 품은 적이 없다고 강조하면서도, 자신 때문에 불쾌감을 느낀 여성들이 있다면 사과한다고 성명을 발표했다. 낸시 펠로시 하원의장, 다이앤 파인스타인 상원의원 등 바이든과 개인적인 친분이 있는 민주당 주류 계열 인사들은 "그건 (성적인 의미가 아니라) 그저 바이든이 정이 많은 사람이라 하는 특유의 행동"이며, 자신들이 아는 바이든은 "진정 따뜻하고 좋은 사람"이라고 주장하며 바이든을 변호하였다. 그러나 민주당 내 여성 단체, 사회 단체 등에서는 시대가 변한 만큼 제기된 의혹들을 그냥 넘겨서는 안 된다며 철저한 진상 규명을 요구했다.
이 밖에도 바이든 후보는 선거 유세 중 과거 자신이 인종 차별 찬성론자 국회의원들과 함께 일한 경험을 자랑스럽게 얘기하며 "그때는 (정치가) 신사적이었고 뭔가를 이루어냈다. 생각은 달랐어도 함께 일을 해서 뭔가를 해냈다"고 발언해 여론의 뭇매를 맞는 등 여러 번 논란의 중심이 되었다.

### 버니 샌더스의 재산 공개 논란
미국 대선 출마자들의 관례대로 버니 샌더스는 지난 10년 간의 세금 보고를 공개하였는데, 샌더스의 재산이 2016년 대선 때와 비교해 확연히 늘어, 자산이 200만 불이 넘는 이른바 백만장자가 된 것으로 확인되었다. 2016년 민주당 경선에 참여한 뒤로 미국의 민주사회주의 인사로 떠오른 샌더스는 이후 "우리의 혁명 (Our Revolution)", "앞으로 우리가 나아가야 할 길 (Where We Go From Here)" 등의 저서를 출판하였고, 이들이 모두 베스트셀러가 되어 어마어마한 인세를 받아 이같이 재산이 불어난 것이었다. "억만장자들 몇 명이 전체 중산층, 노동 계층을 등쳐먹고 있는 것" (2015년 애리조나 피닉스 유세) 등 상류층을 공격하는 발언 및 정책 기조로 유명한 샌더스의 이같은 재산 상황에 일각에서는 샌더스가 타인의 재산 증식은 공격해놓고 자신의 재산 증식에는 관대하다는 비판이 제기되었다.
샌더스는 "누구든지 베스트셀러 작가가 되면 백만불을 벌게 되는 것"이라며, 자신은 내야 할 세금을 모두 성실히 냈음으로 자신이 비판해온 노동자 착취, 교묘한 세금 회피 등으로 재산을 불리는 부자들과는 다르다고 반박했다. 그는 또한 백만장자가 아니었던 2016년과 다름없이 부자 및 대기업 과세를 공약하며 변절 논란을 종식시켰다.

### 폭스 뉴스 출연 문제
2019년 3월, 민주당 전국위는 2020년 대선 경선 후보 토론회 방송사로 폭스 뉴스는 무조건 배제할 것을 선언하였다. 미국의 대표적 보수 케이블 채널인 폭스 뉴스는 그 동안 공화당에 우호적이고 민주당에 비판적인 편향적인 보도와 인종차별 및 성차별, 성소수자 차별 등을 옹호하는 내용의 방송으로 인해 극우 언론이라는 비판을 받아왔다. 이같은 이유로 민주당 전국위는 폭스 뉴스를 전면 보이콧하기로 결정한 것이었다. 그러나 버니 샌더스 후보가 폭스 뉴스에서 주최한 유권자 간담회 방송에 출연한 것을 필두로, 에이미 클로버샤 후보 후보, 피트 부티지지 후보, 키어스틴 질리브랜드 후보 등이 같은 포맷으로 폭스 뉴스에 출연해 화제가 되었다.
부티지지 후보는 "만약 우리 당이 특정한 국민들에게 다가가지 않아서 그들이 우리 당의 메시지를 듣지 않는다면 그건 그들의 잘못이 아니지 않느냐"며 "폭스 뉴스 시정차들은 민주당이 그 동안 만나지 않았던 사람들이다, 그들을 잡기 위해 가치를 버려서는 안 되지만 정말 모든 국민들의 지지를 얻기 위해선 노력을 해야 한다"고 말하며 출연 이유를 밝혔다.

### 샌더스-워런 간 "여성 폄훼 발언" 진실 공방
2020년 1월, 엘리자베스 워런 후보 측은 버니 샌더스 후보가 2018년 자신과 사적인 자리에서 대화하던 중 "여자는 대선에서 승리할 수 없다"고 발언했다고 주장하였다. 샌더스 후보는 자신이 80년대에 한 방송에서 "여자도 대선에서 승리할 수 있다고 본다"고 발언한 영상을 찾아내는 등 적극적으로 반박하고, 자신은 결코 여성의 대선 당선 가능성을 의심하는 발언을 한 적이 없다고 주장하였다.

## 경선

### 아이오와
민주당 아이오와 경선은 2020년 2월 3일 코커스 방식으로 실시되었다. 미국의 코커스 제도는 그 절차가 복잡한 것으로 유명한데, 우선 1차 투표를 한 다음 선거구별로 15% 미만 득표 후보를 컷오프, 그 뒤 남은 후보들 중에서 2차 투표를 실시하는 투표 방식이 특이하다. 그 뿐 아니라 이같은 투표 결과를 선거구별로 집계한 뒤 각 선거구에 할당된 SDE(State Delegate Equivalence; 주 대의원 환산치)를 후보별로 분배하고 후보별 SDE 비율을 사용해 후보별 전당대회 대의원 수를 확정하는 대의원 분배 방식도 매우 특이하다. 이전까지만 해도 민주당 아이오와주당은 SDE 배분 결과만 발표하고 유권자들의 투표 결과는 공개하지 않아왔는데, 이번 경선에서는 1, 2차 투표 결과도 공개하기로 하였다.
개표 결과 집계 어플리케이션이 경선 당일 오작동해 개표 결과 집계 및 발표가 늦어진 끝에 발표된 경선 결과 버니 샌더스 후보가 득표율 1위를 기록했으나, 대의원은 피트 부티지지 후보가 더 많이 가져가게 되었다.
|          | 1차 투표 | 2차 투표 | SDE    | 대의원 |
| -------- | -------- | -------- | ------ | ------ |
| 샌더스   | 43,699   | 45,842   | 562    | 12     |
| 샌더스   | 24.75    | 26.55    | 26.11  | 12     |
| 부티지지 | 37,596   | 43,274   | 564    | 14     |
| 부티지지 | 21.29    | 25.06    | 26.24  | 14     |
| 워런     | 32,611   | 34,934   | 388    | 8      |
| 워런     | 18.47    | 20.23    | 18.06  | 8      |
| 바이든   | 26,322   | 23,630   | 340    | 6      |
| 바이든   | 14.91    | 13.69    | 15.79  | 6      |
| 클로버샤 | 22,474   | 21,121   | 264    | 1      |
| 클로버샤 | 12.73    | 12.23    | 12.27  | 1      |
| 양       | 8,929    | 1,759    | 22     | 0      |
| 양       | 5.06     | 1.02     | 1.02   | 0      |
| 기타     | 4,943    | 2,109    | 11     | 0      |
| 기타     | 2.80     | 1.22     | 0.53   | 0      |
| 계       | 176,574  | 172,669  | 2,151  | 41     |
| 계       | 100.00   | 100.00   | 100.00 | 41     |

### 뉴햄프셔
민주당 뉴햄프셔 경선은 2020년 2월 11일 프라이머리 방식으로 실시되었다. 선거 결과 세간의 예상대로 샌더스 후보와 부티지지 후보가 각각 1위와 2위를 차지했으며, 3위는 뜻밖에도 클로버샤 후보가 차지하였다. 워런 후보와 바이든 후보는 각각 4위와 5위로 참패했으며, 둘은 15% 미만을 득표해 대의원 획득 조건도 충족하지 못했다.
|          | 득표    | 대의원 |
| -------- | ------- | ------ |
| 샌더스   | 76,358  | 9      |
| 샌더스   | 25.59   | 9      |
| 부티지지 | 72,448  | 9      |
| 부티지지 | 24.28   | 9      |
| 클로버샤 | 58,776  | 6      |
| 클로버샤 | 19.69   | 6      |
| 워런     | 27,432  | 0      |
| 워런     | 9.19    | 0      |
| 바이든   | 24,912  | 0      |
| 바이든   | 8.35    | 0      |
| 스타이어 | 10,694  | 0      |
| 스타이어 | 3.58    | 0      |
| 개버드   | 9,783   | 0      |
| 개버드   | 3.28    | 0      |
| 양       | 8,312   | 0      |
| 양       | 2.79    | 0      |
| 기타     | 9,718   | 0      |
| 기타     | 3.26    | 0      |
| 계       | 298,433 | 24     |
| 계       | 100.00  | 24     |

### 네바다
민주당 네바다 경선은 2020년 2월 22일 코커스 방식으로 실시되었다. 1차 투표에서 15% 이상의 득표를 하지 못한 후보가 있을 시 그 후보의 지지자들은 15% 이상 득표 후보들 중에서 2차 투표를 하게 되었으며, 이같은 최종 투표 결과를 토대로 투표구별 후보별 CCD (County Convention Delegates; 카운티당대회 대의원 수)를 계산하게 되었다.
|          | 1차 투표 | 2차 투표 | CCD    | 대의원 |
| -------- | -------- | -------- | ------ | ------ |
| 샌더스   | 35,652   | 41,075   | 6,788  | 24     |
| 샌더스   | 33.99    | 40.45    | 46.84  | 24     |
| 바이든   | 18,424   | 19,179   | 2,927  | 9      |
| 바이든   | 17.57    | 18.89    | 20.20  | 9      |
| 부티지지 | 16,102   | 17,598   | 2,073  | 3      |
| 부티지지 | 15.35    | 17.33    | 14.31  | 3      |
| 워런     | 13,438   | 11,703   | 1,406  | 0      |
| 워런     | 12.81    | 11.53    | 9.70   | 0      |
| 스타이어 | 9,503    | 4,120    | 682    | 0      |
| 스타이어 | 9.06     | 4.06     | 4.71   | 0      |
| 클로버샤 | 10,100   | 7,376    | 603    | 0      |
| 클로버샤 | 9.63     | 7.26     | 4.16   | 0      |
| 기타     | 1,664    | 492      | 12     | 0      |
| 기타     | 1.59     | 0.48     | 0.08   | 0      |
| 계       | 104,883  | 101,543  | 14,491 | 36     |
| 계       | 100.00   | 100.00   | 100.00 | 36     |

### 사우스캐롤라이나
민주당 사우스캐롤라이나 경선은 2020년 2월 29일 프라이머리 방식으로 실시되었다. 선거 결과 바이든과 샌더스가 각각 1위와 2위를 기록해 전대 대의원을 배분 받게 되었으며, 그 외 후보들은 모두 주 전체는 물론 모든 하원의원 선거구에서 15% 봉쇄 조항에 미달하여 대의원을 얻지 못하게 되었다.
|          | 득표    | 대의원 |
| -------- | ------- | ------ |
| 바이든   | 262,336 | 39     |
| 바이든   | 48.65   | 39     |
| 샌더스   | 106,605 | 15     |
| 샌더스   | 19.77   | 15     |
| 스타이어 | 61,140  | 0      |
| 스타이어 | 11.34   | 0      |
| 부티지지 | 44,217  | 0      |
| 부티지지 | 8.20    | 0      |
| 워런     | 38,120  | 0      |
| 워런     | 7.07    | 0      |
| 클로버샤 | 16,900  | 0      |
| 클로버샤 | 3.13    | 0      |
| 기타     | 9,945   | 0      |
| 기타     | 1.84    | 0      |
| 계       | 539,263 | 54     |
| 계       | 100.00  | 54     |

### 대의원 확보 현황
| 날짜     | 지역                | 바이든 | 샌더스 | 워런 | 불룸버그 | 부티지지 | 클로버샤 | 개버드 | 계  |
| -------- | ------------------- | ------ | ------ | ---- | -------- | -------- | -------- | ------ | --- |
| 2/3      | 아이오와            | 14     | 9      | 5    | 0        | 12       | 1        | 0      | 41  |
| 2/11     | 뉴햄프셔            | 0      | 9      | 0    | 0        | 9        | 6        | 0      | 24  |
| 2/22     | 네바다              | 9      | 24     | 0    | 0        | 3        | 0        | 0      | 36  |
| 2/29     | 사우스캐롤라이나    | 39     | 15     | 0    | 0        | 0        | 0        | 0      | 54  |
| 3/3      | 앨라배마            | 44     | 8      | 0    | 0        | 0        | 0        | 0      | 52  |
| 3/3      | 미국령 사모아       | 0      | 0      | 0    | 4        | 0        | 0        | 2      | 6   |
| 3/3      | 아칸소              | 19     | 9      | 0    | 3        | 0        | 0        | 0      | 31  |
| 3/3      | 캘리포니아          | 172    | 225    | 11   | 7        | 0        | 0        | 0      | 415 |
| 3/3      | 콜로라도            | 21     | 29     | 8    | 9        | 0        | 0        | 0      | 67  |
| 3/3      | 메인                | 11     | 9      | 4    | 0        | 0        | 0        | 0      | 24  |
| 3/3      | 매사추세츠          | 45     | 30     | 16   | 0        | 0        | 0        | 0      | 91  |
| 3/3      | 미네소타            | 38     | 27     | 10   | 0        | 0        | 0        | 0      | 75  |
| 3/3      | 노스캐롤라이나      | 68     | 37     | 2    | 3        | 0        | 0        | 0      | 110 |
| 3/3      | 오클라호마          | 21     | 13     | 1    | 2        | 0        | 0        | 0      | 37  |
| 3/3      | 테네시              | 36     | 22     | 1    | 5        | 0        | 0        | 0      | 64  |
| 3/3      | 텍사스              | 113    | 99     | 5    | 11       | 0        | 0        | 0      | 228 |
| 3/3      | 유타                | 7      | 16     | 3    | 3        | 0        | 0        | 0      | 29  |
| 3/3      | 버몬트              | 5      | 11     | 0    | 0        | 0        | 0        | 0      | 16  |
| 3/3      | 버지니아            | 67     | 31     | 1    | 0        | 0        | 0        | 0      | 99  |
| 3/3~3/10 | 재외 당원           | 4      | 9      | 0    | 0        | 0        | 0        | 0      | 13  |
| 3/10     | 아이다호            | 12     | 8      | 0    | 0        | 0        | 0        | 0      | 20  |
| 3/10     | 미시간              | 73     | 52     | 0    | 0        | 0        | 0        | 0      | 125 |
| 3/10     | 미시시피            | 34     | 2      | 0    | 0        | 0        | 0        | 0      | 36  |
| 3/10     | 미주리              | 44     | 24     | 0    | 0        | 0        | 0        | 0      | 68  |
| 3/10     | 노스다코타          | 6      | 8      | 0    | 0        | 0        | 0        | 0      | 14  |
| 3/10     | 워싱턴              | 46     | 43     | 0    | 0        | 0        | 0        | 0      | 89  |
| 3/14     | 북마리아나          | 2      | 4      | 0    | 0        | 0        | 0        | 0      | 6   |
| 3/17     | 애리조나            | 38     | 29     | 0    | 0        | 0        | 0        | 0      | 67  |
| 3/17     | 플로리다            | 162    | 57     | 0    | 0        | 0        | 0        | 0      | 219 |
| 3/17     | 일리노이            | 95     | 60     | 0    | 0        | 0        | 0        | 0      | 155 |
| 4/7      | 위스콘신            | 56     | 28     | 0    | 0        | 0        | 0        | 0      | 84  |
| 4/10     | 알래스카            | 8      | 7      | 0    | 0        | 0        | 0        | 0      | 15  |
| 4/17     | 와이오밍            | 10     | 4      | 0    | 0        | 0        | 0        | 0      | 14  |
| 4/28     | 오하이오            | 115    | 21     | 0    | 0        | 0        | 0        | 0      | 136 |
| 5/2      | 캔자스              | 29     | 10     | 0    | 0        | 0        | 0        | 0      | 39  |
| 5/12     | 네브래스카          | 29     | 0      | 0    | 0        | 0        | 0        | 0      | 29  |
| 5/19     | 오리건              | 46     | 15     | 0    | 0        | 0        | 0        | 0      | 61  |
| 5/22     | 하와이              | 16     | 8      | 0    | 0        | 0        | 0        | 0      | 24  |
| 6/2      | 워싱턴 D.C.         | 20     | 0      | 0    | 0        | 0        | 0        | 0      | 20  |
| 6/2      | 인디애나            | 81     | 1      | 0    | 0        | 0        | 0        | 0      | 82  |
| 6/2      | 메릴랜드            | 96     | 0      | 0    | 0        | 0        | 0        | 0      | 96  |
| 6/2      | 몬태나              | 18     | 1      | 0    | 0        | 0        | 0        | 0      | 19  |
| 6/2      | 뉴멕시코            | 30     | 4      | 0    | 0        | 0        | 0        | 0      | 34  |
| 6/2      | 펜실베이니아        | 151    | 35     | 0    | 0        | 0        | 0        | 0      | 186 |
| 6/2      | 로드아일랜드        | 25     | 1      | 0    | 0        | 0        | 0        | 0      | 26  |
| 6/2      | 사우스다코타        | 13     | 3      | 0    | 0        | 0        | 0        | 0      | 16  |
| 6/6      | 괌                  | 5      | 2      | 0    | 0        | 0        | 0        | 0      | 7   |
| 6/6      | 미국령 버진아일랜드 | 7      | 0      | 0    | 0        | 0        | 0        | 0      | 7   |
| 6/9      | 조지아              | 105    | 0      | 0    | 0        | 0        | 0        | 0      | 105 |
| 6/9      | 웨스트버지니아      | 28     | 0      | 0    | 0        | 0        | 0        | 0      | 28  |
| 6/23     | 켄터키              | 52     | 0      | 0    | 0        | 0        | 0        | 0      | 54  |
| 6/23     | 뉴욕                | 231    | 43     | 0    | 0        | 0        | 0        | 0      | 274 |
| 7/7      | 델라웨어            | 21     | 0      | 0    | 0        | 0        | 0        | 0      | 21  |
| 7/7      | 뉴저지              | 121    | 5      | 0    | 0        | 0        | 0        | 0      | 126 |
| 7/11     | 루이지애나          | 54     | 0      | 0    | 0        | 0        | 0        | 0      | 54  |
| 7/12     | 푸에르토리코        | 44     | 5      | 0    | 2        | 0        | 0        | 0      | 51  |
| 8/11     | 코네티컷            | 60     | 0      | 0    | 0        | 0        | 0        | 0      | 60  |

## 전당대회
제48차 미국 민주당 대통령 후보 선출 전당대회는 위스콘신 주 밀워키 시에서 2020년 7월 13일부터 16일까지 나흘 간 치러질 예정이다.
위스콘신주는 1988년부터 2012년까지 총 7번의 대선에서 모두 민주당이 승리했던 지역으로, 지난 대선 때 힐러리는 이 곳에서 당연히 승리할 것으로 생각하고 단 한 번도 유세를 가지 않았을 정도였으나, 2016년 대선 결과 트럼프가 공화당 후보로는 1984년 레이건 이후 처음으로 위스콘신에서 승리해 충격을 주었다. 이후 민주당 내부에서는 미대륙 중서부 유권자들의 지지를 복구하는 것이 차기 선거에서의 승리를 위해 절실하다는 여론이 형성되었고, 민주당 전국위가 그 바로 다음 대선 후보 선출 대회를 위스콘신에서 개최하기로 선정한 것도 이런 배경에서 이뤄진 것으로 분석되었다.

## 같이 보기
- 2020년 미국 대통령 선거
- 2020년 미국 대통령 선거 공화당 후보 경선